# Jayna Hefford
Jayna Hefford (* 14. Mai 1977 in Kingston, Ontario) ist eine ehemalige kanadische Eishockeyspielerin, die bis 2013 für Brampton Thunder in der Canadian Women’s Hockey League spielte. Mit der kanadischen Nationalmannschaft gewann sie unter anderem vier olympische Goldmedaillen sowie sieben Weltmeisterschaftstitel. Im Jahre 2018 wurde sie in die Hockey Hall of Fame aufgenommen.

## Karriere

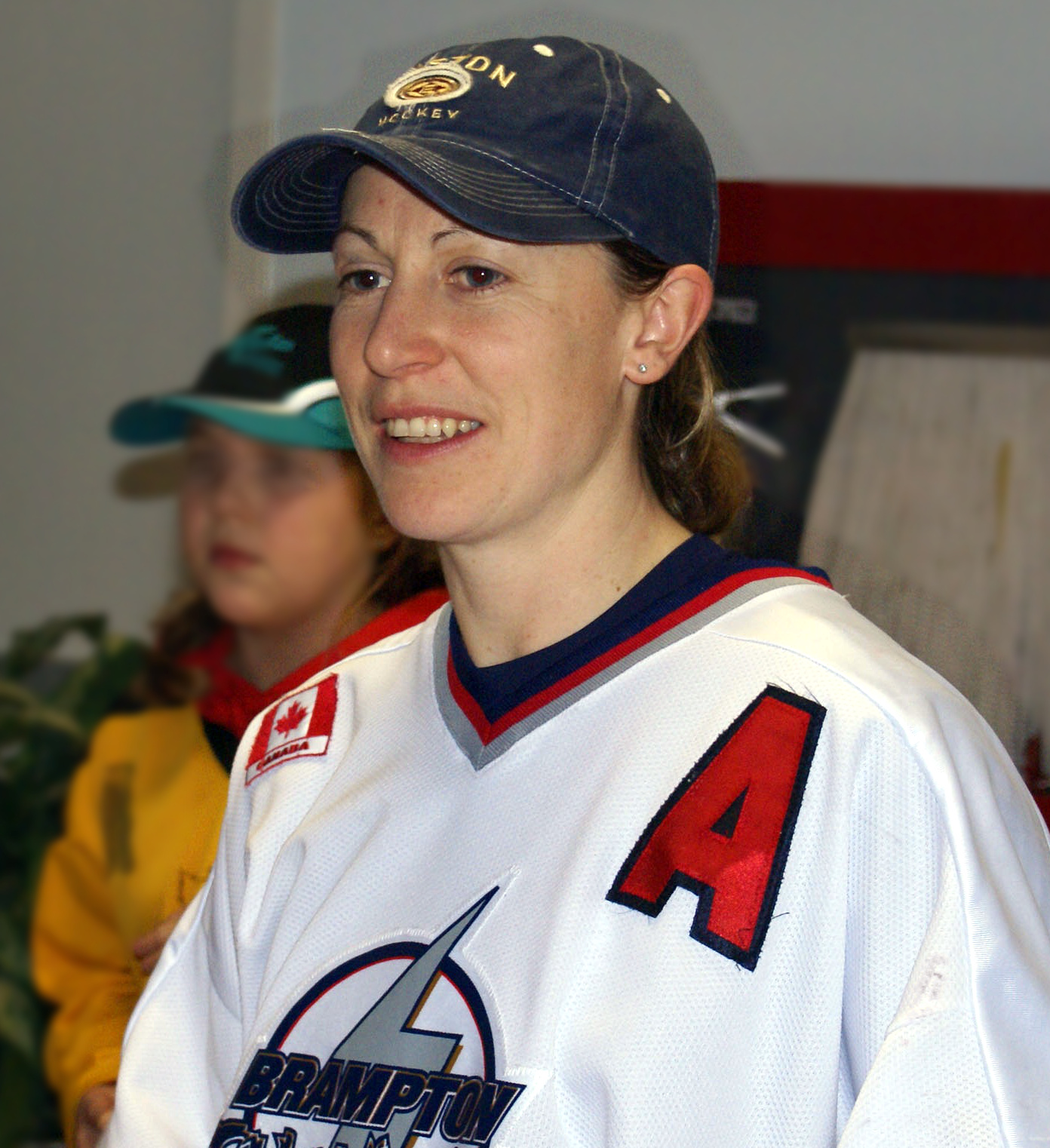
Jayna Hefford (2008)

Jayna Hefford begann ihre Karriere als Eishockeyspielerin an der University of Toronto. Seit 1998 steht sie bei den Brampton Thunder unter Vertrag, für die sie zunächst von 1998 bis 2007 in der National Women’s Hockey League spielte. Fortan trat sie für Brampton in der neu gegründeten Canadian Women’s Hockey League an.
Nach ihrem Karriereende wurde sie im Jahre 2018 in die Hockey Hall of Fame gewählt.

### International
Für Kanada nahm Hefford an den Olympischen Winterspielen 1998 in Nagano, 2002 in Salt Lake City, 2006 in Turin, 2010 in Vancouver und 2014 in Sotschi teil. Zudem stand sie im Aufgebot ihres Landes bei den Weltmeisterschaften 1997, 1999, 2000, 2001, 2004, 2005, 2007, 2008 und 2009 sowie in den Jahren 1997, 1998, 1999, 2000, 2001, 2002, 2003, 2004, 2005, 2006, 2007 und 2008 am 4 Nations Cup bzw. 3 Nations Cup teil.

## Erfolge und Auszeichnungen
| - 1997 Goldmedaille bei der Weltmeisterschaft - 1998 Silbermedaille bei den Olympischen Winterspielen - 1999 Goldmedaille bei der Weltmeisterschaft - 2000 Goldmedaille bei der Weltmeisterschaft - 2001 Goldmedaille bei der Weltmeisterschaft - 2002 Goldmedaille bei den Olympischen Winterspielen - 2004 Goldmedaille bei der Weltmeisterschaft - 2005 Silbermedaille bei der Weltmeisterschaft - 2006 Goldmedaille bei den Olympischen Winterspielen - 2007 Goldmedaille bei der Weltmeisterschaft | - 2008 Silbermedaille bei der Weltmeisterschaft - 2009 Angela James Bowl (Topscorerin der CWHL) - 2009 Silbermedaille bei der Weltmeisterschaft - 2010 Goldmedaille bei den Olympischen Winterspielen - 2011 Silbermedaille bei der Weltmeisterschaft - 2012 Goldmedaille bei der Weltmeisterschaft - 2013 Silbermedaille bei der Weltmeisterschaft - 2014 Goldmedaille bei den Olympischen Winterspielen - 2018 Aufnahme in die Hockey Hall of Fame - 2019 Order of Hockey in Canada |

## Privates
Hefford ist mit der kanadischen Eishockeyspielerin Kathleen Kauth verheiratet und hat zwei Kinder.